# Jeong Cheol
Det här är en artikel om en person med koreanskt personnamn; Jeong är familjenamnet.
Jeong Cheol (hangul: 정철, hanja: 鄭澈) (1536-1593) var en koreansk statsman och poet. Han skrev under namnen Gyeham och Songgang och anses ha varit framstående inom gasa- och sijoformerna av klassisk koreansk poesi.

## Litterära verk
- Gwan-dong-byeol-gok
- Sa-mi-in-gok
- Song-gang-ga-sa

## Eftermäle
Nedslagskratern Chong Ch'ol på planeten Merkurius är uppkallad efter honom.